# Давид Велики Комнин
Давид Велики Комнин (грч. Δαβίδ Μέγας Κομνηνός; Трапезунт) је био последњи трапезунтски цар од 1459. до 1461. године, члан династије Великих Комнина.
Давид је био син цара Алексија IV Великог Комнина и царице Теодоре Кантакузин. Наследио је власт после смрти свог брата цара Јована IV. Током његове владавине, покушао је да формира војну коалицију са европским и азијским владарима а под окриљем римског папе, против османског султана Мехмеда II Освајача. Османлије су открили његове намере и потпуно неочекивано напали Трапезунтско царство.
26. октобра 1461. године, цар Давид је након пораза лишен престола, а затим је неколико година живео у изгнанству. Две године касније, он је ухапшен и доведен у Истанбул где га је султан Мехмед II осумњичио за везе са његовим непријатељима. Давид је позван да прими ислам, али је то одбио. Након ове одлуке, 1. новембра 1463. године, он и његови синови су убијени. То је писмом потврдио и патријарх Софроније Цариградски.
У јулу 2013. године Свети синод Цариградске патријаршије канонизовао је цара Давида, његове синове и синовца и 1. новембар одредио као њихов празник, на годишњицу њихове смрти.
За време владавине свог старијег брата и претходника цара Јована IV Давид је добио дворску титулу деспота која је означавала престолонаследника. Учествовао је у походима свог брата против Ђеновљана и обављао разне друге дипломатске задатке. 1458. године ратификовао је уговор свог брата са османским султаном Мехмедом II.
Давид се убрзо након братове смрти попео на престо у априлу 1460. године, иако је цар Јован IV у међувремену прогласио свог синовца Алексија V за наследника.
Наредне године су биле бурне за цара Давида и царство због сталних сукоба са Османлијама. Када су Османлије неколико година касније напале Трапезунт који је био месец дана под опсадом договорили су Давидову предају под условом да он са породицом буде пребачен у Тракију. Давидова предаја 15. августа 1461. године означава крај Трапезунтског царства и византијске царске традиције.
Давид, као потомак породице Комнин која је вековима владала Византијским царством је за османлије био и сувише велики ризик и потенцијална тачка окупљања грчког отпора османској власти. Тако је султан Мехмед II две године касније лажирајући нека писма успео да се ослободи заробљеника и затвори га, а убрзо и погуби.

## Владавина Трапезунтским царством
Давид је играо важну улогу током владавине свог старијег брата и претходника цара Јована IV. Добио је дворску титулу деспота, која је у Трапезунту означавала престолонаследника. Деспот Давид је учествовао у походима свог брата против Ђеновљана, а такође је испуњавао разне дипломатске задатке. Године 1458. ратификовао је уговор свог брата са османским султаном Мехмедом II у Адријанопољу, а касније исте године је одвео своју братаницу Теодору њеном мужу, султану Узун Хасану у Ак Којунлу.
Давид је ступио на престо убрзо након братове смрти, негде у априлу 1460. године. Иако је цар Јован IV свог братанца Алексија V одредио за  свог наследника, цар Алексије V  је био малолетан; према Лаонику Халкокондилу Давид је уз подршку архонта Кавасита збацио младог цара и преузео престо за себе.
Са освајањем Константинопоља од стране Турака Османлија 1453. године, претња коју је султан Мехмед II представљао Трапезунтском царству се повећала. Давидов брат цар Јован IV провео је следеће године до своје смрти градећи савезе за заштиту царства, са грузијским принчевима на истоку и са султаном Узун Хасаном од Ак Којунлуа, и изгледа да је Давид рачунао на њихову подршку. Чини се да су муслиманске владаре Синопе и Карамана видели као савезнике цара Јована IV или султана Узун Хасана.
Отприлике у то време, октобра 1460. године, један Лудовико да Болоња појавио се на двору цара Фридриха III са двојицом мушкараца који су наводно били посланици Персије и Грузије; тачније, персијски амбасадор—Никола из Тбилисија—био је представник краља Георгија VIII од Грузије, а грузијски амбасадор—записан као „Кустопа“, „Кустода“, „Частодина“ и друге варијације—представљао је Кварквара II, принца од Самтцхеа. Носили су писма која су потписали не само ти источњачки владари, већ још четири, као и три кавкаска племена, сва жељна да учествују у савезу против Османлија. Лудовикова пратња је кренула ка Венецији, и тамо или на њиховој следећој станици, Фиренци, придружио се нови амбасадор: Михаел Алигијери, који је рекао да је изасланик цара Давида Великог Комнина.
У Фиренци, граду који је желео да изгради мрежу база на Леванту, Алигијери је преговарао о споразуму између Фиренце и  цара Давида Трапезунтског којим је граду дао конзулат (фондацо) и трговинске привилегије које су укључивале намет од 2% на извоз, као што су уживали Ђеновљани и Млечани у Трапезунту. Као и његов предак, Данте Алигијери, Михаел Алигијери је био Фирентинац, али је трговао за свој рачун у Црном мору. Брајер помиње документ од 28. априла 1470. године, у коме су заштитници банке Светог Ђорђа у Кафи дали Михаелу Алигијерију безбедносне гаранције које су покривале његову децу и подређене. Брајер се према тврдњама Лудовика да Болоње односи са извесним степеном неповерења и подозрења, напомињући да је Лудовико „изгледа да је био превише оштар и да је касније опседнут нечим од става барона Корвоа према Цркви, који није успео да озбиљно схвати његове личне амбиције. С друге стране, Брајер претпоставља да је Михаел Алигијери био легитимни представник цара Давида II, иако је писмо које је цар Давид II Трапезунтски послао војводи Филипу Добром од Бургундије „написано, ако не у Италији, са италијанске тачке гледишта, и од некога ко је добро познавао Трапезунт и који је недавно видео цара Давида II Великог Комнина као новог цара." Вилијам Милер, у свом извештају о Трапезунтској империји, такође претпоставља да је Михаел Алигијери био легитимни представник, игноришући постојање скитљивог Лудовика да Болоња, који је био главни заговорник хришћанске лиге.
Пошто је подршка Запада против Османлија још увек била неучвршћена, цар Давид је прерано затражио од султана опрост данак који је плаћао његов претходник. Још горе, те захтеве је поставио преко изасланика султана Узун Хасана, који су у име свог господара постављали још арогантније захтеве. Султан Мехмед II их је отпустио, рекавши да ће касније знати његов одговор. Тај одговор је стигао у лето следеће године: флота под његовим адмиралом Касим-пашом је пловила дуж црноморске обале Анадолије према Трапезунту, док је он водио војску из Бурсе на исток према граду.

## Крај Трапезунтског царства
Након што се претварао да је спреман да преговара са неким од својих суседа, султан Мехмед II је опсео Синопу и издејствовао њену предају. Султан Мехмед II је послао своју флоту на Трапезунт, док је он водио копнену војску против султана Узун Хасана. Након што је султан Мехмед II на јуриш заузео пограничну тврђаву Којлу Хисар, а Узун Хасанови савезници Карамани нису успели да му притекну у помоћ, султан Узун Хасан је послао своју мајку, султанију Сару Хатун, са скупим поклонима у султанов логор да тражи мир. Док је успела да преговара о мировном споразуму између султана Мехмеда II и Ак Којунлуа, није могла ништа учинити за домовину своје снаје, Трапезунт. Стивен Рансиман је поновио дијалог између султаније Саре и султана Мехмеда II: "Зашто се умарати, сине мој, за ништа боље од Трапезунта?" упитала га је. Одговорио је да је мач ислама у његовој руци, и да би га било срамота да се не умори због своје вере.
Са неутралисаним Давидовим најефикаснијим савезником, султан Мехмед II је кренуо на Трапезунт. Његова флота се тамо искрцала почетком јула, поразила Давидову војску, а затим је опљачкала предграђа, опседајући град више од месец дана. Османски заповедник Махмуд-паша Анђеловић је започео преговоре са царем Давидом Трапезунтским још пре доласка његовог господара, а Давидов протовестијар Ђорђе Амируцес саветовао је цара Давида II да тражи мир. Када је султан Мехмед II стигао у августу, био је незадовољан преговорима, али им је дозволио да наставе. Цар Давид II Трапезунтски је сада био убеђен да се преда, под условом да му се дозволи да задржи своју породицу, домаћинство и богатство, и обећано му је исплатива апанажа у Тракији.
Давидова предаја 15. августа 1461. године, означава крај Трапезунтског царства и византијске царске традиције. Свргнути цар Давид II Велики Комнин је са породицом и дворјанима превезен у Цариград. У међувремену, становништво града било је подељено у три групе, при чему су неки били постављени да служе султану Мехмеду II и његовим официрима, други су придодати становништву Константинопоља, а осталима је било дозвољено да насељавају предграђе самог Трапезунта. Неки локални младићи су прописно регрутовани у јањичаре, док је османски адмирал остављен да организује град.

## Након освајања Трапезунта од стране Турака
Цар Давид II Трапезунтски се заједно са својом породицом настанио у Адријанопољу и добио је посед у долини реке Струме, који је чинио годишњи приход од око 300.000 сребрника. Међутим, као потомак породице Комнин, која је вековима владала Византијским царством, Цар Давид је био исувише истакнут симбол палог режима и могао се показати као потенцијална тачка окупљања грчког отпора османској власти. Сходно томе, султан Мехмед II је чекао прилику да се ослободи незгодног заробљеника.
Изговор се појавио мање од две године касније. Према интерполатору у Историји Халкокондила, који се овде помиње као Псеудо-Халкокондил, Давидова синовица, султанија Теодора (такође позната као Деспина Хатун), писала је писма свом стрицу тражећи да јој пошаље једног од својих синова или свог братанца цара Алексија V, син његовог старијег брата цара - савладара Александра, да живи са њом. Псеудо-Халкокондил наводи да је Ђорђе Амируцес пронашао ова писма, и из страха за сопствену безбедност дао их султану Мехмеду II. Теодор Спандунис тврди да су писма фалсификована по наређењу султана Мехмеда II, али је резултат био исти, без обзира на аутентичност доказа. После извесног разматрања, султан Мехмед II је наредио да Давид, његова три сина, Василије, Манојло и Георгије, и његов синовац, Алексије V, буду затворени.
Маргиналије у рукопису јеванђеља који припада трговачкој школи у Шалкеу пружају нам датум затварања петорице мушкараца: субота, 26. март 1463. године. Овај датум потврђује други рукопис који садржи Тукидидову Историју, који је тренутно у власништву Лондонског медицинског друштва, који такође додаје да су Давидови синови прешли на ислам под утицајем припадника породице Кавасита, који су то учинили из глади. Мушкарци су одведени у Цариград и затворени у затвор Бејоглу, где су петорица последњих Комнина погубљени мачем 1. новембра 1463. године, у четири сата ујутру. Њихово погубљење потврђено је писмом патријарха Софронија I, који је написао да је Давид „са своја три сина“ убијен „неколико дана“ по доласку у Цариград.
Остали чланови породице прошли су нешто боље. Давидова ћерка Ана, коју је предложио султану Мехмеду II да је ожени, одведена је у султанов харем. Касније се удала за Заган - пашу према неким изворима убио ју је муж јер није хтела да се преобрати, док се према другима поново удала за Елванбејзаде Синан Бега након што је остала удовица или се развела. У харем је одведена и царица Марија Гатилузио, удовица Давидовог старијег брата цара - савладара Александра.
Спандунис, који пише много касније од ових извора или Псеудо-Халкокондил, али се ослања на породичне традиције, извештава о другачијој судбини неких од ових људи. Он наводи да је Маријин син цар Алексије V био поштеђен; према традицији, добио је земље тик изван градских зидина Галате, где је локално био познат као „Бегов син“ и по коме је округ Бејоглу добио име. Спандунис такође пише да је удовица царица Хелена Кантакузин била у тешкој новчаној ситуцији јер је сахранила свог мужа и своје синове, и да је провела остатак живота у сиромаштву. Њен најмлађи син Ђорђе је одгајан као муслиман, али када му је касније дозвољено да посети султана Узун Хасана у Персији, побегао је са двора својој сестри у Грузију, где је поново примио хришћанство и оженио се грузијском принцезом.[

## Канонизација
- Цар Давид и његови синови Василије, Манојло и Ђорђе и његов братанац цар Алексије V су канонизовани 10. јула 2013. године, и у Православној Цркви поштују се и прослављају као Свети мученик Давид и свети мученици Василије, Манојло, Ђорђе и Алексије, за њихов празник одређен је датум 1. новембар, у спомен на дан када су страдали. Свети мученик Давид се на иконама приказује како у рукама држи крст и свитак.

## Породица
Једна од Давидових ћерки га је надживела као жена владара Гуријелија из породице Дадијани. Каснији Гуриели су тако тврдили да потичу од цара Давид II Великог Комнина а и од десетина царева који су били његови преци.
Претпоставља се да цар Давид II није имао деце са својом првом женом Маријом Гавра од Теодоро. Са другом женом царицом Хеленом Кантакузин, имао је:
- Василија, посечен 1463. године;
- Манојло, погубљен 1463. године;
- Ана (1447–после 1463), која је била конкубина султана Мехмеда II и после се удала за Заган-пашу, а затим за Синан - бега;
- Ђорђе, (1460–после 1463);[20]
- Неименована ћерка, која се вероватно удала за Мамију Гуриелија;

Према историчару Ворену Тредголду, цар Давид II Трапезунтски је имао седам синова, од којих је шест погубљено, а преживели је вероватно Ђорђе.

## У популарној култури
Цар Давид и пад Трапезунта приказани су у роману Дороти Данет "Пролеће овна", другој књизи у њеној серији "Кућа Николо".
Цар Давид Велики Комнин се појављује као споредан лик у роману Лоренса Шуновера "Углачано сечиво", где је приказан као авантуристички, али дипломатски проницљив младић.

## Породично стабло
|  |                                                          |  |  |  |  |  |  |  |  |  |  |  |  |  |  |  |
|  | 16. Basil of Trebizond                                   |  |  |  |  |  |  |  |  |  |  |  |  |  |  |  |
|  |                                                          |  |  |  |  |  |  |  |  |  |  |  |  |  |  |  |
|  |                                                          |  |  |  |  |  |  |  |  |  |  |  |  |  |  |  |
|  | 8. Алексије III Велики Комнин                            |  |  |  |  |  |  |  |  |  |  |  |  |  |  |  |
|  |                                                          |  |  |  |  |  |  |  |  |  |  |  |  |  |  |  |
|  |                                                          |  |  |  |  |  |  |  |  |  |  |  |  |  |  |  |
|  | 17. Irene of Trebizond                                   |  |  |  |  |  |  |  |  |  |  |  |  |  |  |  |
|  |                                                          |  |  |  |  |  |  |  |  |  |  |  |  |  |  |  |
|  |                                                          |  |  |  |  |  |  |  |  |  |  |  |  |  |  |  |
|  | 4. Манојло III Велики Комнин                             |  |  |  |  |  |  |  |  |  |  |  |  |  |  |  |
|  |                                                          |  |  |  |  |  |  |  |  |  |  |  |  |  |  |  |
|  |                                                          |  |  |  |  |  |  |  |  |  |  |  |  |  |  |  |
|  | 18. Sebastokrator Nikephoros Kantakouzenos               |  |  |  |  |  |  |  |  |  |  |  |  |  |  |  |
|  |                                                          |  |  |  |  |  |  |  |  |  |  |  |  |  |  |  |
|  |                                                          |  |  |  |  |  |  |  |  |  |  |  |  |  |  |  |
|  | 9. Теодора Комнина Кантакузин                            |  |  |  |  |  |  |  |  |  |  |  |  |  |  |  |
|  |                                                          |  |  |  |  |  |  |  |  |  |  |  |  |  |  |  |
|  |                                                          |  |  |  |  |  |  |  |  |  |  |  |  |  |  |  |
|  | 2. Алексије IV Велики Комнин                             |  |  |  |  |  |  |  |  |  |  |  |  |  |  |  |
|  |                                                          |  |  |  |  |  |  |  |  |  |  |  |  |  |  |  |
|  |                                                          |  |  |  |  |  |  |  |  |  |  |  |  |  |  |  |
|  | 20. George V of Georgia                                  |  |  |  |  |  |  |  |  |  |  |  |  |  |  |  |
|  |                                                          |  |  |  |  |  |  |  |  |  |  |  |  |  |  |  |
|  |                                                          |  |  |  |  |  |  |  |  |  |  |  |  |  |  |  |
|  | 10. Давид IX од Грузије                                  |  |  |  |  |  |  |  |  |  |  |  |  |  |  |  |
|  |                                                          |  |  |  |  |  |  |  |  |  |  |  |  |  |  |  |
|  |                                                          |  |  |  |  |  |  |  |  |  |  |  |  |  |  |  |
|  | 5. Gulkhan-Eudokia of Georgia                            |  |  |  |  |  |  |  |  |  |  |  |  |  |  |  |
|  |                                                          |  |  |  |  |  |  |  |  |  |  |  |  |  |  |  |
|  |                                                          |  |  |  |  |  |  |  |  |  |  |  |  |  |  |  |
|  | 22. Q’varq’vare II Jaq’eli, Prince of Samtskhe-Saatabago |  |  |  |  |  |  |  |  |  |  |  |  |  |  |  |
|  |                                                          |  |  |  |  |  |  |  |  |  |  |  |  |  |  |  |
|  |                                                          |  |  |  |  |  |  |  |  |  |  |  |  |  |  |  |
|  | 11. Sindukhtar of Samtskhe-Saatabago                     |  |  |  |  |  |  |  |  |  |  |  |  |  |  |  |
|  |                                                          |  |  |  |  |  |  |  |  |  |  |  |  |  |  |  |
|  |                                                          |  |  |  |  |  |  |  |  |  |  |  |  |  |  |  |
|  | 1. Давид Велики Комнин                                   |  |  |  |  |  |  |  |  |  |  |  |  |  |  |  |
|  |                                                          |  |  |  |  |  |  |  |  |  |  |  |  |  |  |  |
|  |                                                          |  |  |  |  |  |  |  |  |  |  |  |  |  |  |  |
|  | 6. Theodoros Palaiologos Kantakouzenos                   |  |  |  |  |  |  |  |  |  |  |  |  |  |  |  |
|  |                                                          |  |  |  |  |  |  |  |  |  |  |  |  |  |  |  |
|  |                                                          |  |  |  |  |  |  |  |  |  |  |  |  |  |  |  |
|  | 3. Теодора Кантакузин                                    |  |  |  |  |  |  |  |  |  |  |  |  |  |  |  |
|  |                                                          |  |  |  |  |  |  |  |  |  |  |  |  |  |  |  |
|  |                                                          |  |  |  |  |  |  |  |  |  |  |  |  |  |  |  |